# Romaskine
En romaskine er en maskine, som bruges til at simulere roning i vand, med det formål at motionere eller træne til roning i vand. Indendørs roning er efterhånden blevet sin helt egen sport. Moderne romaskiner fungerer ofte også som ergometre. Et ergometer kan måle mængden af arbejde der udøves. Romaskinerne er kalibrerede til at måle den mængde energi som roeren afsætter i udstyret.

## Roteknik
Teknikken på en romaskine næsten det samme mønster som i et normalt tag i vand, men med små modifikationer. Det er ikke nødvendigt at ”tap down” i den sidste del af taget, for at få årene op af vandet. Mange der roer i vand, bruger dog stadig den teknik på maskinerne. I taget på romaskinen kan man også trække ”årene” længere op mod brystet end det er muligt i en båd. På maskinen opdeles et tag i 4 dele. Catch, Drive, Finish, Recovery. Catch er i starten af taget, drive er kraftudøvelsen, finish er slutningen af taget, og recoverydelen består i at gøre sig klar til næste tag.

### Catch
Knæene er bøjede, og underbenene er i lodret position, mens knæene bøjes. Ryggen skal være ret og stå nogenlunde parallelt med dine lår. Arme og skuldre skal ekstenderes forover og være afslappede. Armene skal være i samme højde.

### Drive
Kraftudøvelsen startes ved at strække/ekstendere benene, imens resten af kroppen holdes i ”catch”-position. Som benene ekstenderes begynder roeren at læne sig bagover og på den måde bidrage til arbejdet, der leveres af benene. Når benene er fuldt ekstenderede/udstrakte begynder roeren at trække håndtaget ind mod brystet med armene. Armene holdes under dette træk parallelle med gulvet og i samme højde.

### Finish
Benene er fuld udstrakte. Skuldrene er ”lidt bag bækkenet” og armene er helt bøjede og hænderne mod brystet, under brystvorterne. Ryggen er stadig udstrakt og i en ret position.

### Recovery
I denne fase udfører man et langsomt glid tilbage til start fasen ”catch” af taget. Det giver roeren tid til at komme sig fra det tidligere tag. Under recovery gennemfører man det tidligere program baglæns for at komme tilbage til udgangspunktet.

## Typer af romaskiner

### Magnetisk modstand
Modeller med magnetisk modstand kontrollerer modstanden vha. Elektromagnet som danner en mekanisk bremse på svinghjulet. Det magnetiske bremsesystemt er lydsvagt i forhold til andre svinghjulsbremsetyper. Modstanden kan reguleres og energien det udøver kan måles præcist ved denne type. Ulempen ved denne type modstand er at modstanden er konstant. Roere som bruger luft- eller vandmodstand mener at det simulere den rigtige roning i vand bedre, hvor modstanden stiger jo hårdere man hiver i håndtaget.

### Luftmodstand
Modeller som bruger luftmodstand har små vinger sat på svinghjulet, som giver bremser svinghjulet og giver modstand i håndtaget. Når svinghjulet drejer hurtigere, stiger modstanden på vingerne. En ventil styrer hvor meget luft der lukkes ind til systemet og derved kan man regulere modstanden som opleves i håndtaget.

### Vandmodstand
Modeller som udnytter vandmodstand bruger en ”åre”, der bevæger sig i en lukket tank fyldt med vand. Modstanden som vandet yder på åren danner modstand. Nogle mener at denne type giver en endnu mere realistisk oplevelse end luftmodstanden.